# Teufelsstein (Bentzin)

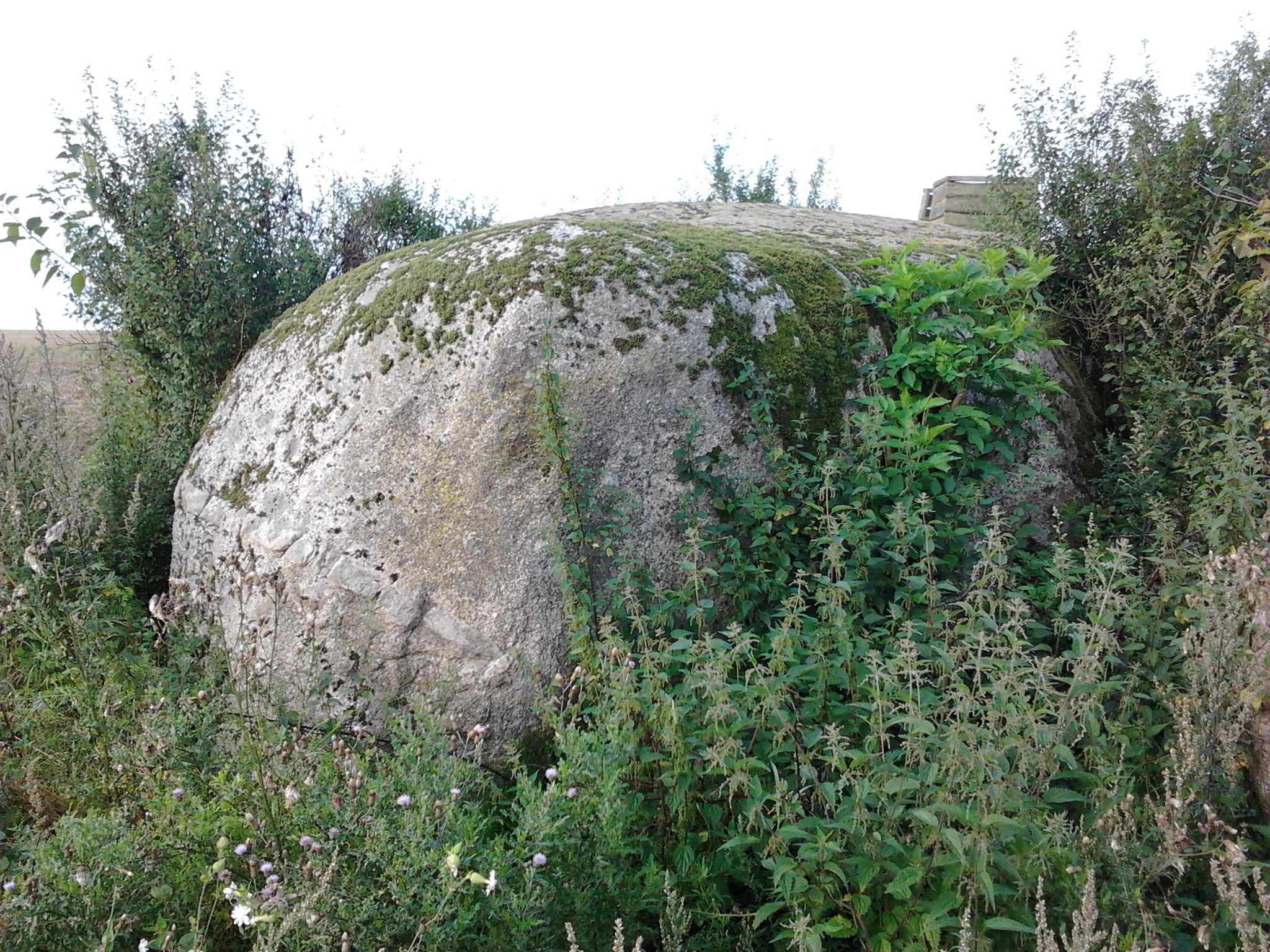
Teufelsstein

Der Teufelsstein ist ein Findling und liegt etwa einen Kilometer nordöstlich von Neu Plestlin in der Gemeinde Bentzin im Landkreis Vorpommern-Greifswald. Er befindet sich südlich des Peenetals am südlichen Anfang eines Erosionstals.
Der Stein ist 3,1 Meter hoch, 5,3 Meter lang und 3,4 Meter breit. Das Volumen beträgt etwa 29 Kubikmeter, die Masse wird auf 78 Tonnen geschätzt. Er besteht aus grobkörnigem, hellgrauem und rosa Sala-Granit ohne dunkle Bestandteile mit sehr wenig Biotit. Der Stein wurde durch eiszeitliche Gletscher aus Uppland in Mittelschweden an seinen Fundort verbracht.
Der Teufelsstein war der größte Findling im Altkreis Demmin. 1991 wurde er durch Verordnung des Landkreises Demmin zum Naturdenkmal erklärt. Er war bis 1993 mit angehäuften Lesesteinen vom umliegenden Acker überdeckt und wurde dann freigelegt.